# Jundallah (Pakistán)
Jundallah ( جندالله , lit. "Soldados de Dios") es un grupo militante asociado con Tehrik-i-Taliban Pakistan (TTP). El grupo fue comandado por el militante Hakimullah Mehsud , el Emir de TTP,  hasta su muerte el 1 de noviembre de 2013.  Ahmed Marwat es el portavoz del grupo.  El 17 de noviembre de 2014, un portavoz del grupo dijo a Reuters que había prometido lealtad al Estado Islámico de Irak y Siria , después de una reunión con una delegación de tres hombres del grupo. En enero de 2017, el gobierno de Pakistán impuso, interalia, una prohibición a Jundullah y otros grupos escindidos que se atribuyeron la responsabilidad de los ataques terroristas. 

## Ataques reclamados y presuntos
El grupo es buscado en relación con una amplia gama de ataques militantes,  más famoso fue el intento de asesinato del 10 de junio de 2004 contra el convoy de Ahsan Saleem Hyat , el entonces Comandante del Cuerpo de Karachi . 

### Masacre de Kohistan de febrero de 2012
Artículo principal: Masacre de Kohistan en febrero de 2012
En febrero de 2012, 18 musulmanes chiitas que viajaban de Rawalpindi, Punjab a Gilgit, Gilgit Baltistan en Pakistán en un autobús fueron detenidos en Kohistan y masacrados por su afiliación religiosa por individuos vestidos con uniformes militares.  Después del incidente, Ahmad Marwat, que afirma ser el comandante de Jundallah, se atribuyó la responsabilidad del acto al ponerse en contacto con los medios de comunicación. Después del tiroteo, los hombres armados recurrieron a disparos aéreos y se trasladaron a las zonas montañosas cercanas. 

### Asesinato de turistas en junio de 2013 en Gilgit-Baltistán
Artículo principal: Tiroteo turístico de Nanga Parbat 2013
Jundallah se atribuyó la responsabilidad del asesinato de turistas y su guía paquistaní en Gilgit-Baltistán . Los turistas eran alpinistas que esperaban escalar el Nanga Parbat . Entre los muertos había cinco ucranianos, tres chinos y su guía. 

### Atentado con bomba en una iglesia en septiembre de 2013
Artículo principal: ataque a la iglesia de Peshawar
El 22 de septiembre de 2013, se produjo un atentado suicida con dos bombas en la Iglesia de Todos los Santos en Peshawar , Pakistán ,  en el que murieron 127 personas y más de 250 resultaron heridas.  Fue el ataque más mortífero contra la minoría cristiana en la historia de Pakistán. 

### Ataque de Quetta 2014
El 23 de octubre de 2014, un atacante suicida atacó a Maulana Fazlur Rahman de Jamiat Ulema-e-Islam (F) (JUI-F), quien resultó ileso mientras que tres muertes ocurrieron en el lugar y decenas resultaron heridas. 

### Ataque suicida en noviembre de 2014 en Wagah
Artículo principal: Ataque suicida en la frontera de Wagah en 2014
El 2 de noviembre de 2014, un atacante suicida que intentaba entrar en la arena del desfile después de la ceremonia de izado de la bandera detonó explosivos, matando al menos a 60 personas, incluidos dos Rangers, e hiriendo a más de 110 más. Las víctimas incluyen 10 mujeres y 7 niños.  Jundullah se atribuyó la responsabilidad del ataque, postulándolo como una represalia por la Operación Zarb-e-Azb . 

### Masacre de musulmanes chiitas de Shikarpur (30 de enero de 2015)
La mencionada organización militante musulmana llevó a cabo un poderoso ataque suicida contra los musulmanes chiitas cuando ofrecían la oración del viernes. Al menos 49 fueron masacrados en el sitio de la mezquita. Mientras que muchos sucumbieron a la muerte ya que no hubo ambulancias en movimientos inmediatos, dice Reuters. 
Dos hombres sospechosos de facilitar el ataque de Shikarpur Imambargah el 30 de enero fueron arrestados en una redada el viernes, dijo la policía. El SSP Shikarpur Saqib Ismael Memon dijo a los medios que los sospechosos fueron arrestados después de ser identificados por los sospechosos ya arrestados durante el interrogatorio. "La policía de Shikarpur en una redada en la aldea Abdul Khaliq Kambrani cerca de Sultankot ha logrado arrestar a dos personas que desempeñaron el papel de facilitadores del terrorista suicida en el ataque Imambargah Karbala Maula", dijo SSP Memon. Dijo que también se recuperó un tambor lleno de materiales explosivos y detonadores y otros elementos utilizados para preparar bombas. Al menos 64 personas murieron y muchas otras resultaron heridas cuando una explosión suicida mortal arrasó Imambargah durante las oraciones del viernes a fines del mes pasado. El grupo militante ilegal Jundullah se había atribuido la responsabilidad del ataque. Al dar detalles sobre el atacante suicida, SSP Memon dijo que Mohammad Ilyas, un residente de Quetta, fue llevado a Shikarpur por Mohammad Raheem, quien lo entregó a los dos acusados presentados ante los medios de comunicación. La edad del atacante suicida se estimó entre 18 y 20 años y antes de llevar a cabo el ataque a Imambargah, Ilyas se quedó una semana con Ghulam Rasool y Khalil. 

### Ataque de autobús en Karachi
Artículo principal: tiroteo en el autobús de Karachi en 2015
El grupo militante Jundallah se atribuye la responsabilidad del ataque del miércoles 13 de mayo de 2015 en un autobús en Pakistán que mató a decenas de personas, dijo Ahmad Marwat, portavoz del grupo. Hombres armados en motocicletas vestidos con uniforme militar atacaron el miércoles un autobús que transportaba a miembros de una minoría religiosa (aga khan shia Ismaili-Muslim) en la ciudad de Karachi, en el sur de Pakistán, matando a 47 personas e hiriendo al menos a otras 20.

## En la literatura
Hay poca literatura disponible sobre Jundallah en el idioma inglés. El guionista es la primera novela en inglés escrita sobre Jundallah por un escritor de la región de Pakistán / Irán. 